# 龍山堂邱公司
龍山堂邱公司，又作龍山堂邱公祠，簡稱邱公司，位於馬來西亞檳城喬治市大銃巷，是一座大型會館，其大規模的建築群與雕琢的裝潢特顯當地華人在檳城社會佔一重要席次。邱公司是馬來西亞最大型的華人會館，也是喬治市內其中一座主要歷史建築。邱公司歷史雖逾百年，但整體格局完整，會館的附設建築、大戲台和供宗族族人居住的19世紀晚期排屋，均保存完好。

## 历史
邱公司是龙山堂宗族的一个宗乡会馆，其祖先来自福建省厦门市海沧区新安村，具有福佬血统。邱氏家族是17世纪马六甲和早期槟城富有的海峡华人商人之一。19世纪的氏族建筑群就像一个小型的氏族村落，有自己的自治政府以及教育、财政、福利和社会组织。宗祠建于1906年，当时邱氏家族在槟城社会处于财富和地位的鼎盛时期。
1851年，从华南移民而来的邱氏先祖为邱氏家族成员建造了宗祠。它于1901年被烧毁，据称是被雷击，中国人认为这是因为它的形状与帝宫，惹怒了诸神。后来于1902年建造了一个缩小版，并于1906年竣工。即便如此，这座建筑群仍然拥有一个宏伟的大厅，里面装饰着复杂的雕刻和装饰华丽的梁，这些梁是由带有中国工匠大师标志的最好的木材制成的。宗祠供奉着宗族的守护神，还供奉着一系列的祖先牌位。农历七月，剧院仍上演中国戏曲。
与东南亚许多此类宗乡会馆一样，邱公祠不再是其曾经举办的重要社会活动和职能的中心。人们正在实施不同的策略和想法来重新定义宗乡会馆在21世纪的地位。由于其位于联合国教科文组织世界遗产乔治市市中心，它是对当地文化感兴趣的游客们的热门景点。

## 图库

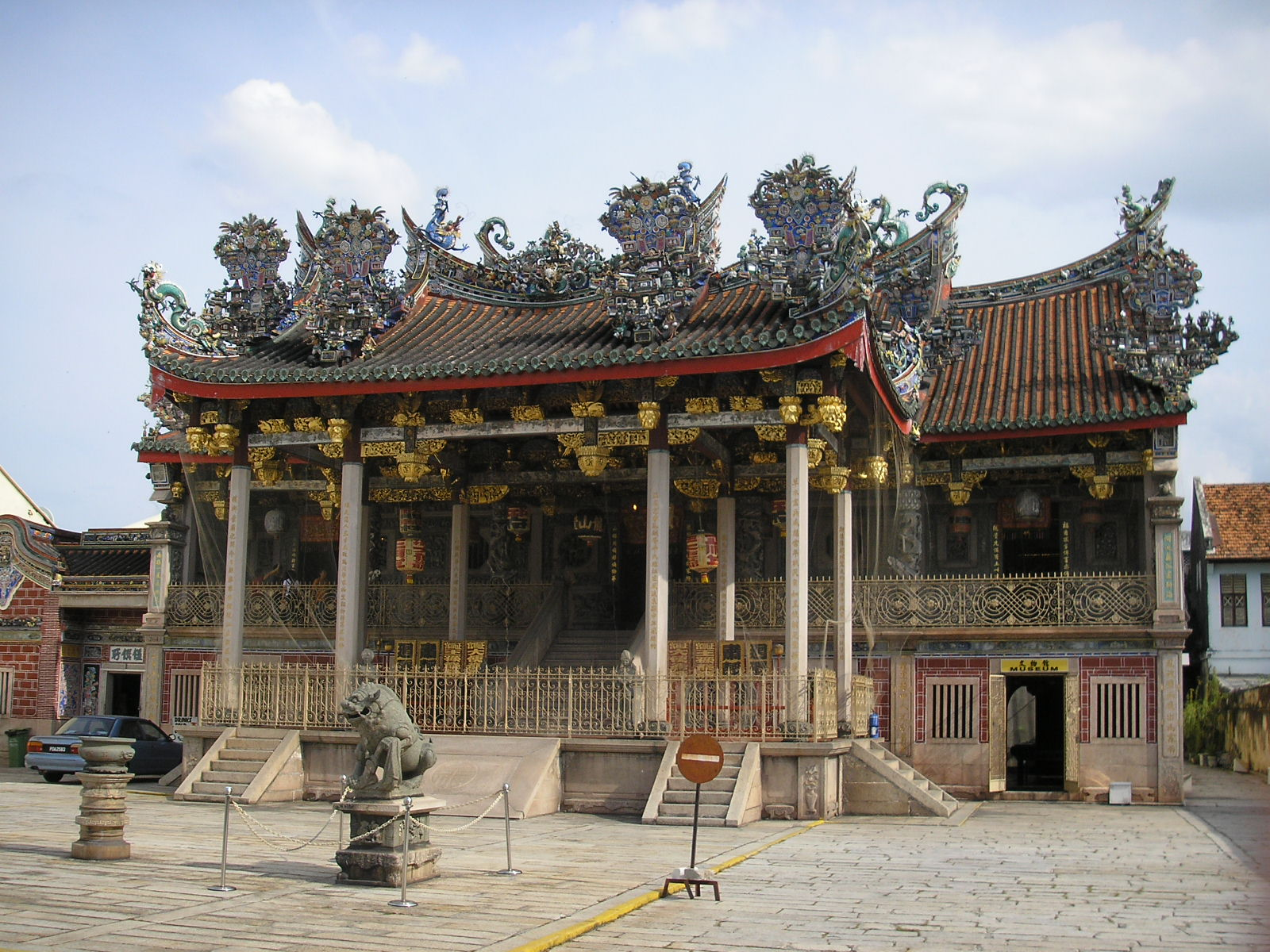
檳城龍山堂邱公司正殿
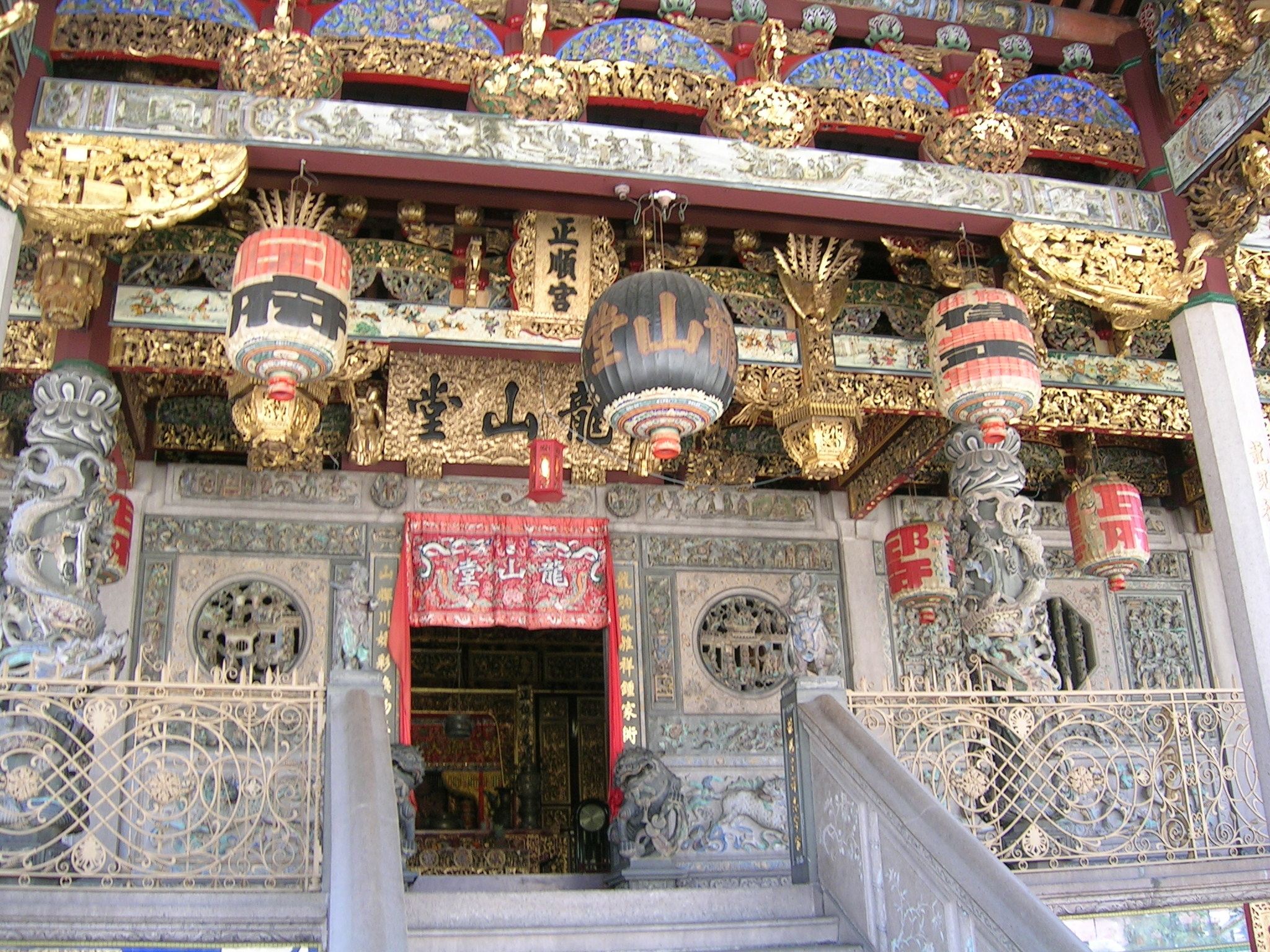
邱公司正門
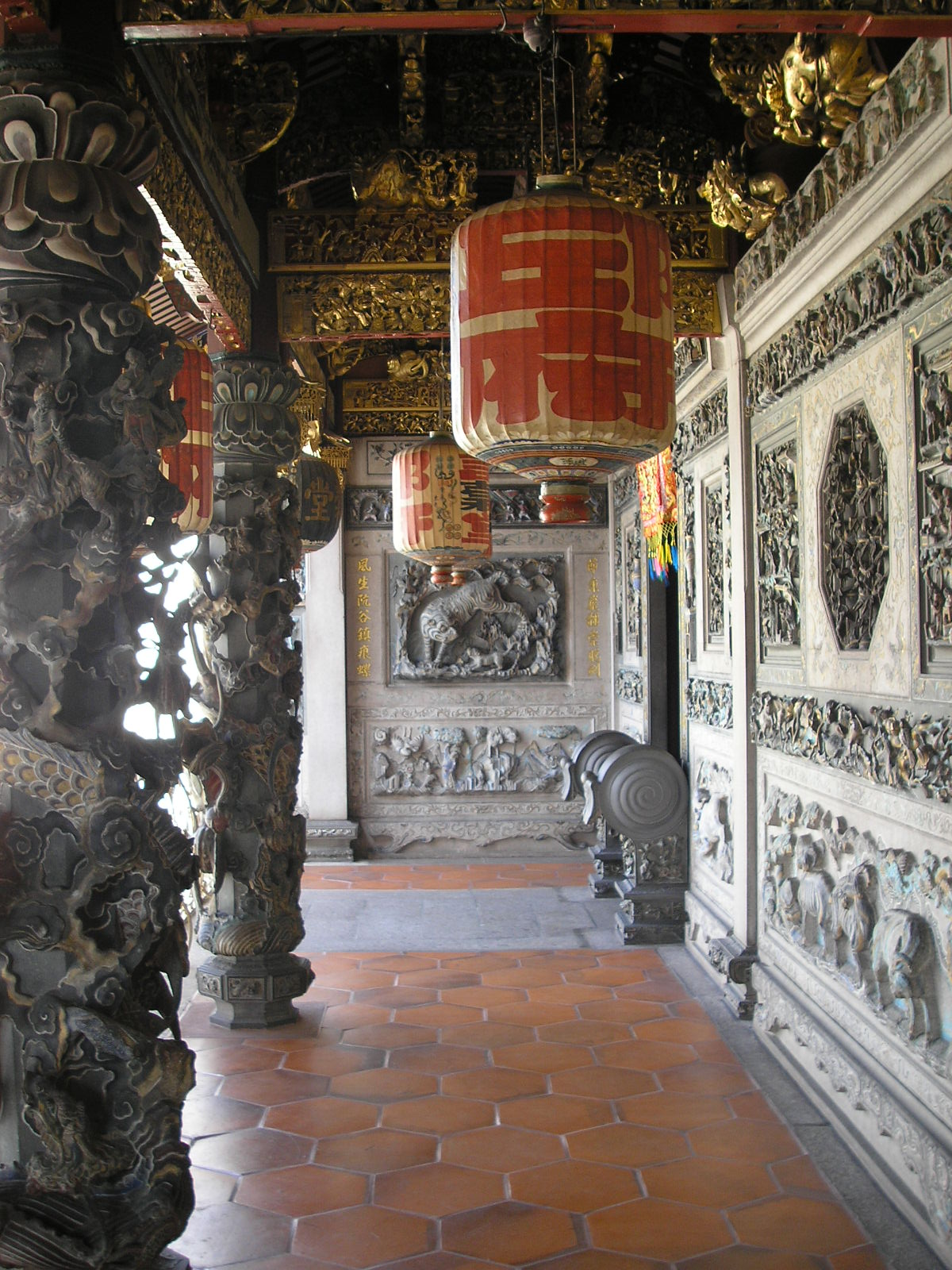
邱公司門廊
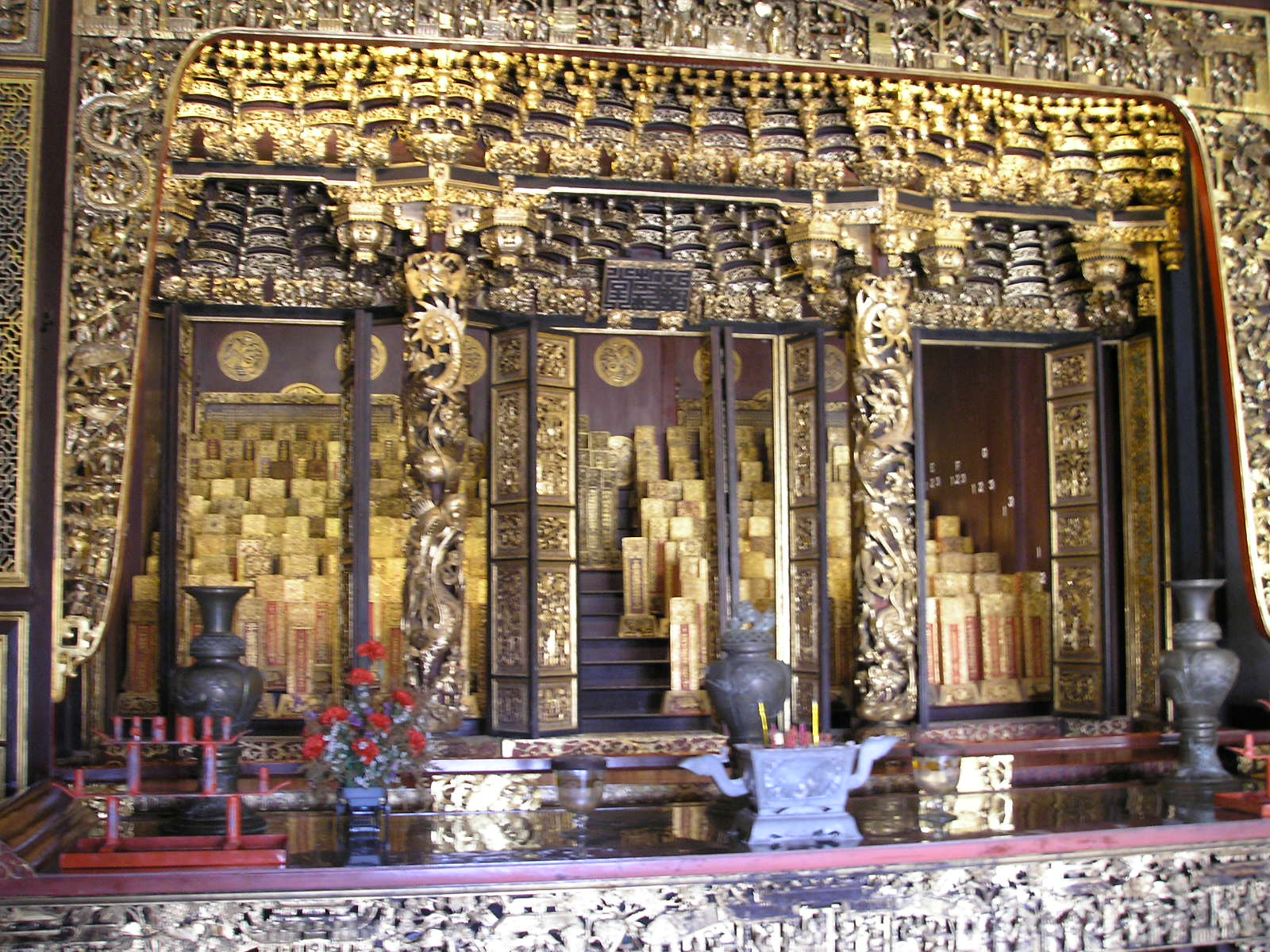
殿內供奉先祖的靈位